# Кутлуюлово
Кутлую́лово (рос. Кутлуюлово, башк. Ҡотлоюл) — село у складі Куюргазинського району Башкортостану, Росія. Входить до складу Якшимбетовської сільської ради.
Населення — 277 осіб (2010; 292 в 2002).
Національний склад:
- башкири — 100%